# Дейвид Уокър
Дейвид Матисън Уокър (на английски: David Mathieson Walker) e американски тест пилот и астронавт на НАСА, участник в 4 космически полета.

## Образование
Дейвид Уокър завършва колеж в Остис, Флорида през 1962 г. През 1966 г. получава бакалавърска степен по инженерни науки от Военноморската академия на САЩ, Анаполис, Мериленд.

## Военна кариера
Дейвид Уокър постъпва на активна служба в USN през 1966 г. След допълнително обучение в Пенсакола, Флорида става военноморски пилот през декември 1967 г. Лети на изтребител F-4 Фантом. Служи на самолетоносачите USS Enterprise (CVN-65) и USS America (CV-66). През 1971 г. завършва школа за тест пилоти в авиобазата Едуардс, Калифорния. През 1972 г. завършва и школа за експериментални тест пилоти на USN и преминава курс на приучване към новия изтребител F-14 Tomcat. През 1972 г. е назначен за командир на бойна ескадрила 142 (VF-142) на самолетоносача USS America (CV-66). По време на своята кариера Дейвид Уокър има общ нальот от 7500 полетни часа, от тях – 6500 на реактивни самолети.

## Служба в НАСА
Дейвид Уокър е избран за астронавт от НАСА през юни 1978 г., Астронавтска група №8. Завършва общия курс на обучение по програмата Спейс шатъл през август 1979 г. Първото си назначение получава още по време на мисията STS-1, когато е пилот на придружаващия самолет при приземяването на совалката. След това е лидер на поддържащите екипажи при мисиите STS-5 и STS-6.
Участник е в 4 космически полета и има 725 часа в космоса. Получава и още 2 номинации: назначен е за командир на мисията STS-61G, планирана за май 1986 г. (полетът е отменен поради катастрофата с Чалънджър); назначен е за командир и на мисията STS-44, но пилотирайки учебен самолет Т-38 на НАСА се разминава едва на 30 м. с авиолайнер на „Пан Ам“. Тази грешка му струва командването на мисията. През април 1996 г. Уокър напуска НАСА и USN.

### Полети
Дейвид Уокър лети в космоса като член на екипажа на 4 мисии:
| Космически полети на Дейвид Матисън Уокър                      | Космически полети на Дейвид Матисън Уокър | Космически полети на Дейвид Матисън Уокър | Космически полети на Дейвид Матисън Уокър | Космически полети на Дейвид Матисън Уокър | Космически полети на Дейвид Матисън Уокър | Космически полети на Дейвид Матисън Уокър |
| №                                                              | Дата                                      | КК                                        | Емблема на мисията                        | Функции                                   | Продължителност                           |                                           |
| -------------------------------------------------------------- | ----------------------------------------- | ----------------------------------------- | ----------------------------------------- | ----------------------------------------- | ----------------------------------------- | ----------------------------------------- |
| 1                                                              | 8 ноември 1984                            | „Дискавъри“, мисия STS-51A                |                                           | Пилот                                     | 7 денонощия 23 часа 44 мин. 56 сек.       |                                           |
| 2                                                              | 4 май 1989                                | „Атлантис“, мисия STS-30                  |                                           | Командир                                  | 4 денонощия 00 часа 56 мин. 28 сек.       |                                           |
| 3                                                              | 2 декември 1992                           | „Дискавъри“, мисия STS-53                 |                                           | Командир                                  | 7 денонощия 07 часа 19 мин. 17 сек.       |                                           |
| 4                                                              | 7 септември 1995                          | „Индевър“, мисия STS-69                   |                                           | Командир                                  | 10 денонощия 20 часа 29 мин. 56 сек.      |                                           |
| Сумарно време в космоса – 30 денонощия 04 часа 27 мин. 37 сек. |                                           |                                           |                                           |                                           |                                           |                                           |

## Награди
- Медал за отлична служба на Родината;
- Летателен кръст за заслуги;
- Национален медал за научни постижения;
- Легион за заслуги;
- Медал за похвална служба (2);
- Въздушен медал (6);
- Медал на експедиционните сили;
- Медал за национална отбрана;
- Кръст за храброст;
- Медал за служба във Виетнам;
- Медал за участие във виетнамската кампания;
- Медал на НАСА за участие в космически полет (4);
- Медал на НАСА за отлична служба (2);
- Медал на НАСА за изключително лидерство.

## Личен живот
Дейвид Уокър е женен и има двама сина. Умира на 23 април 2001 г. в Хюстън, Тексас от инсулт. Погребан е с военни почести на 24 май същата година в Националното военно гробище Арлингтън.